# Gotthilf August von Maltitz
Freiherr Gotthilf August von Maltitz (* 9. Juli 1794 in Raudischken; † 7. Juni 1837 in Dresden) war ein deutscher Schriftsteller.

## Herkunft
Gotthilf August von Maltitz wurde als Sohn des Georg Sigismund von Maltitz (* 24. Oktober 1743 in Falkenberg bei Beeskow; † 9. April 1810 in Königsberg) und dessen Ehefrau Luise Charlotte (* 20. Juni 1755 in Groß Klitten, Ostpreußen; † 17. Juni 1807 in Königsberg), eine Tochter des Friedrich Sigismund von der Groeben (1721–1779), geboren. Von seinen zwölf Geschwistern sind namentlich bekannt:
- Otto Friedrich Sigismund von Maltitz (* 17. November 1777 in Markehnen; † 20. Dezember 1834 in Goldap), verheiratet mit Amalie Friederike Helene Luise von Laurens (* 10. Februar 1783 in Königsberg; † 2. Juli 1854 ebenda);
- Johanna Karolina von Maltitz (* 25. März 1779 in Schonglitten; † 28. November 1812 in Oletzko), verheiratet mit Karl Heinrich von Morstein (* 16. Dezember 1758; † 1. November 1842 in Kowahlen), Landrat in Oletzko und Herr auf Kowahlen;
- Henriette Amalie von Maltitz (* 28. April 1780 in Schonglitten; † 31. Juli 1825 in Loblaken), verheiratet mit Mathias Friedrich von Wnuck (* unbekannt; † 1811 in Pillau);
- Wilhelmine Dorothea von Maltitz (* 4. November 1785 in Königsberg; † 7. Januar 1871 in Klein-Artrawaschken), verheiratet mit Friedrich von Steinwehr (* unbekannt; † 1851 in Artrawaschken);
- Lisette Emilie von Maltitz (* 1. Januar 1789 in Königsberg; † 29. November 1826 ebenda), verheiratet mit John Friedrich Wilhelm von Ketelhodt (* unbekannt; † 6. Februar 1826 in Königsberg);
- Juliane Auguste von Maltitz (* 15. Juli 1790 in Raudischken; † 20. Mai 1869 in Königsberg), verheiratet in 1. Ehe mit Johann Friedrich Wilhelm von Tippelskirch (* 1776; † 11. März 1813 in Tilsit), der 1794 beim Sturm von Warschau die goldene Verdienstmedaille erhielt und als Kapitän und Kommandant von Tilsit in Folge der Krankheiten, welche der Rückzug der französischen Armee aus Russland mit sich führte, verstarb. In 2. Ehe war sie mit ihrem Schwager Karl Heinrich von Morstein verheiratet;
- Mathilde Sofie von Maltitz (* 8. Mai 1798 in Königsberg; † 9. Januar 1879 ebenda), verheiratet mit Ludwig August von Scheffer (* unbekannt; † 22. März 1840 in Königsberg).

## Leben
Obwohl Gotthilf August von Maltitz körperlich beeinträchtigt war, wurde er von seinen Eltern für eine Ausbildung in der Forstwissenschaft bestimmt, so dass er an der Forstlichen Hochschule Tharandt im Königreich Sachsen studierte, später erweiterte er sein praktisches Wissen in der Umgebung von Königsberg. Während seines Aufenthaltes an der Hochschule regte er eine Erweiterung des Wegesystems im parkähnlich gestalteten Areal, den Heiligen Hallen, im Badetal der Forststadt Tharandt, an.
Im Befreiungskrieg gegen Frankreich meldete er sich, trotz seiner körperlichen Beeinträchtigung, 1813 freiwillig zu den schlesischen Husaren und sagte später hierzu:

„Preußen hat in diesem unglücklichen Krieg Ungeheures aufgeboten und geleistet, aber ich habe mehr gethan als Alle: denn ich habe mich lächerlich gemacht und bin Husar geworden.“

Nach Beendigung des Krieges beendete er seinen Militärdienst und kehrte zur Jägerei zurück. Er erhielt 1821 als Forstaufseher eine Oberförsterstelle; eine übertragene Forsttaxation führte zu einem Streit mit seinen Vorgesetzten, der dazu führte, dass er anonym eine Satire zu diesen veröffentlichte. Weil dieses seine Aussichten auf eine Beförderung verringerte, kündigte er 1822 und unternahm anschließend eine Reise nach Italien. In Neapel machte er die Bekanntschaft mit dem Maler Karl Georg Enslen.
Nach seiner Rückkehr nach Deutschland lebte er einige Jahre in Berlin, dort lernte er Heinrich Heine kennen, den er jedoch nicht schätzte. Sein Stück Hans Kohlhas wurde im Berliner Theater aufgeführt und er schrieb seinen dramatischen Versuch Der alte Student, das die polnischen Freiheitsbestrebungen verherrlichte und Stellen enthielt, die die Zensur beanstandete und das zur Folge hatte, das er 1826 aus Berlin ausgewiesen wurde; den Aufenthalt in Preußen mied er fortan bis an sein Lebensende.
Er zog in die freie Stadt Hamburg, in die ihn nicht nur der Stadtname, sondern auch sein Verleger Julius Campe zog; dort gab er einige Zeit den Norddeutschen Courier heraus. Seine eigenen Beiträge, die er im Norddeutschen Courier veröffentlichte, gab er später gesammelt unter dem Titel Pfefferkörner heraus.
1830 ging er anlässlich der Julirevolution nach Paris und machte die Bekanntschaft mit dem Journalisten und Literatur- sowie Theaterkritiker Ludwig Börne. In Paris blieb er jedoch aufgrund mangelnder Sprachkenntnisse nur kurze Zeit und zog 1832 erst nach Karlsruhe, dann nach Stuttgart und letztlich nach Dresden, dort wurde er nach einem längeren gesundheitlichen Leiden durch die allgemein praktizierenden Ärzte Carl Friedrich Ernst Allmer (1794–1837) und Ernst August Pech (1788–1863) wiederhergestellt, kurz darauf erkrankte er jedoch erneut und verstarb acht Tage später.
Er blieb zeit seines Lebens unverheiratet und als er starb – wohl an einem "Nervenschlag" –, erlosch seine Linie derer von Maltitz.

## Schriften (Auswahl)
Gotthilf August von Maltitz veröffentlichte seine Werke auch unter dem Pseudonym Hermann v. M.
- Poetische Versuche. Karlsruhe: in der D. R. Marxschen Buchhandlung, 1817.
- Ränzel und Wanderstab oder Reisen nach Gefühl und Laune. Berlin: Schmidt, 1821.
- Gotthilf August von Maltitz; Johann Heinrich Wilhelm Witschel: Sonnenblicke am Wolkenhimmel des Lebens oder Betrachtungen über sich selbst, Natur und Gott in den Stunden stiller Aufheiterung und Ruhe. Als Fortsetzung der Witschel'schen Morgen- und Abendopfer. Berlin L. W. Krause 1822.
- Julius Schoppe; Carl Wilhelm Gropius; Gottlieb August von Maltitz, Freiherr von: Malerische Ansichten verschiedener Gegenden und Merkwürdigkeiten auf einer Reise durch Oestreich, Steiermark, Tyrol, die Schweiz, Ober- und Unter-Italien. Berlin: S. Schropp 1823.
- Vier glückliche Jahre auf Reisen. Zur Aufheiterung und Nachahmung beschreiben von Gottlieb August Maltitz. Berlin, 1823.
- Briefwechsel aus dem Narrenhause. Berlin 1824.
- Thalia. Ein Theaterwochenblatt zur Veredlung dramatischer Kunst und Belehrung junger angehender Schauspieler und Schauspielerinnen. von G.A. Freihr. v. Maltitz. Berlin, 1824.
- Humoristische Raupen oder Späßchen für Forstmänner und Jäger: Zur Erholung aus Schreibstuben und Registraturen. Berlin : L. W. Krause, 1824.
- Streifzüge durch die Felder der Satyre und Romantik. Berlin, E. H. G. Christiani, 1825.
- Der Kloster-Kirchhof oder die Erbleiden der Familie v. S.: Ein Roman. Berlin, 1825.
- Schwur und Rache. Trauerspiel in vier Akten. Berlin Christiani 1826
- Gelasius, der graue Wanderer im neunzehnten Jahrhundert; ein Spiegelbild unserer Zeit. Leipzig, Industrie-Comptoir, 1826.
- Hans Kix Reise in's Pomeranzenland. Berlin: Pauli 1827.
- Der alte Student; dramatische Kleinigkeit in 2 Akten. Hamburg, Hoffman und Campe, 1828.
- Hans Kohlhas - historisch-vaterländisches Trauerspiel in fünf Akten: mit einem Kupfer. Berlin Enslin 1828.
- Humoristisch-satyrische Plänterhiebe in den Revieren unserer Forstzeit, zur Belustigung für Deutschlands edle Waldbrüder aufgestellt in drei vollen Klaftern. Berlin, L. W. Krause, 1828.
- Das Pasquill. Hamburg: Hoffmann u. Campe 1829.
- Norddeutscher Courier. Hamburg 1829–1831.
- Rede an den deutschen Wehrstand jetziger Zeit: In Versen. Hamburg Schuberth 1831.
- Rede an den deutschen Adel jetziger Zeit. Hamburg; Itzehoe: Bei Schuberth & Niemeyer, 1830.
- Der Abschied: Gedicht. 1830.
- Franz von Spaun; Gotthilf August Freiherr von Maltitz: Geist aus den Werken Franz von Spaun's. Hildburghausen Bibl. Inst. 1831.
- Pfefferkörner: im Geschmack der Zeit ernster und satyrischer Gattung. Hamburg Hoffmann & Campe Weimar Klassik Stiftung Weimar 1832.
- Volks-Stimmen aus der Zeit. Hamburg, 1831.
- An Deutschlands Fürsten, Adel, Wehrstand, Schriftsteller und Volk: 5 Reden. Hamburg; Itzehoe, 1831.
- Polonia Gedicht. Paris Heideloff 1831.
- Oliver Cromwell, oder die Republicaner: historisches Drama in 4 Acten. Hamburg: Hoffmann und Campe, 1831.
- Balladen und Romanzen. Paris: Heideloff und Campe, 1832.
- Fantasiebilder, gesammelt am malerischen Ufer der Spree. Berlin Brandes Hasselberg 1834.
- Denkmal, den berühmten musikalischen Künstlern Mozart, Beethoven, Hummel, Kalkbrenner, Field, Weber, Ries, Moscheles, Czerny. Leipzig, Schuberth & Niemeyer 1835.
- Jahresfrüchte der ernsten und heiteren Muse. Leipzig: R. A. Friese, 1835.
- Friedrich von Schillers Briefe an den Freiherrn Heribert von Dalberg. Mannheim 1854.